# Michel Weber (Rennfahrer)

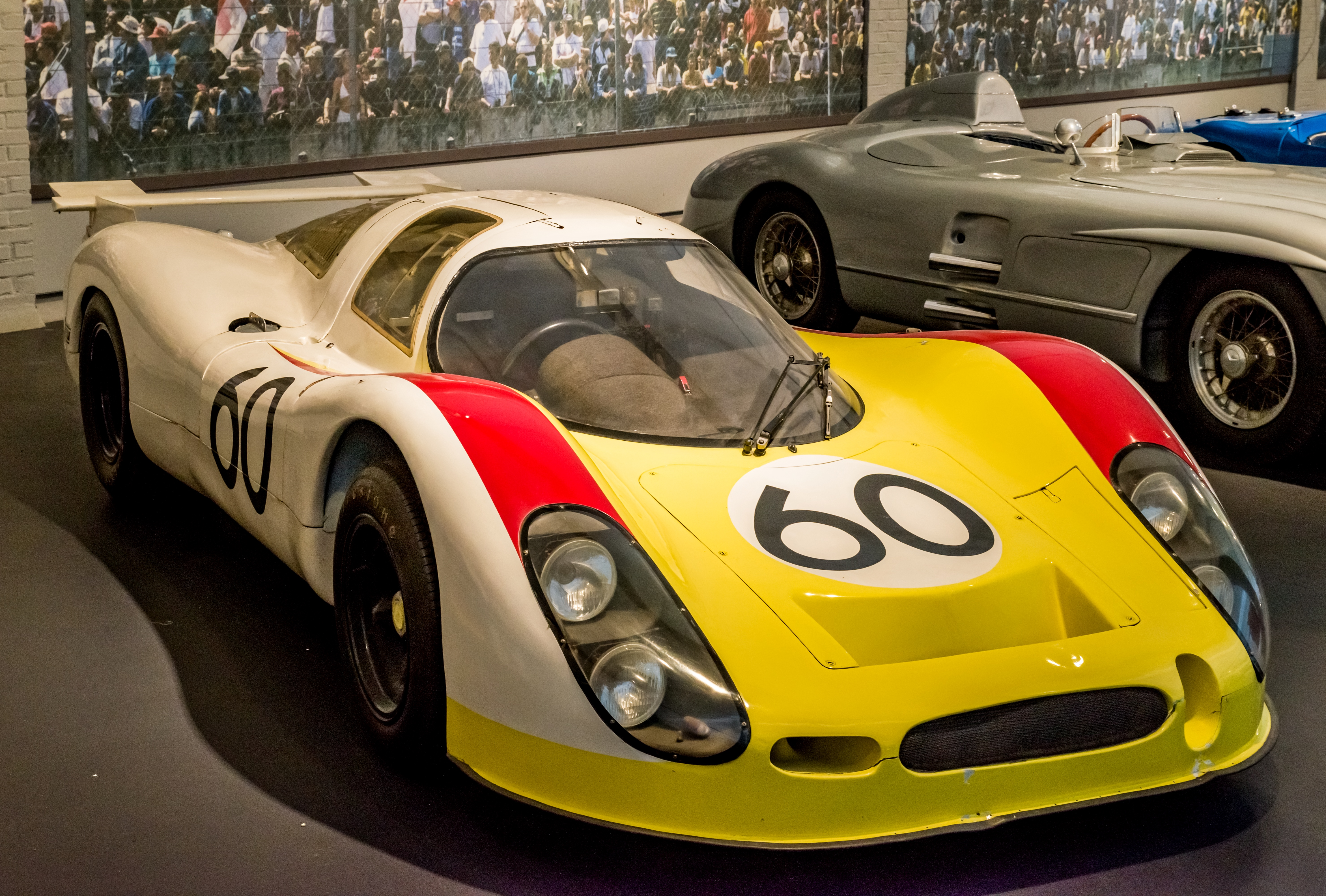
Der Porsche 908 Langheck mit dem Michel Weber Gesamtdritter beim 24-Stunden-Rennen von Le Mans 1972 wurde

Michel Weber (* 6. Mai 1938 in Offenbach am Main; † 18. August 2011 ebenda) war ein deutscher Unternehmer und Rennfahrer, der auch mit einer österreichischen Fahrerlizenz Rennen bestritt.

## Leben und Karriere
Michel Webers Laufbahn als Rennfahrer begann 1961 mit einem Porsche 356 B Super 90 bei einem Rennen in Trier. In den folgenden Jahren startete er vorwiegend bei Bergrennen und wurde 1963 auf einem Porsche Carrera Deutscher Bergmeister für GT- und Sportwagen. 1964 und 1965 fuhr er den Porsche 904 mit Erfolg am Berg und wurde unter anderem Sechster am Rossfeld und Sieger beim Bergrennen in der Axamer Lizum.
In der Mitte seiner verhältnismäßig kurzen Karriere wechselte Weber zu Rundstreckenrennen, die er auf Porsche 908 und Porsche 917 fuhr. Sein größter internationaler Erfolg war der dritte Platz auf Porsche 908 beim 24-Stunden-Rennen von Le Mans 1972 zusammen mit Reinhold Joest und Mario Casoni. Danach nahm Weber wegen eines Bandscheibenleidens nur noch an wenigen Rennen teil und zog sich als Fahrer vom Rennsport zurück.
1967 hatte Michel Weber in Offenbach am Main ein Autohaus gegründet, in dem er zunächst Alfa Romeo vertrat. 1982 wurde er Ferrari-Vertragshändler und erweiterte das Angebot nach und nach auf Jaguar, Nissan, Lancia, Range Rover und MG. Im Juli 2008 übernahm Tomas Bilic das Unternehmen.
Michel Weber starb am 18. August 2011 nach langer schwerer Krankheit. Er war verheiratet und hatte Kinder und Enkel.

## Statistik

### Le-Mans-Ergebnisse
| Jahr | Team                     | Fahrzeug      | Teamkollege    | Teamkollege  | Platzierung | Ausfallgrund |
| ---- | ------------------------ | ------------- | -------------- | ------------ | ----------- | ------------ |
| 1972 | Jo Siffert A.T.E. Racing | Porsche 908LH | Reinhold Joest | Mario Casoni | Rang 3      |              |

### Einzelergebnisse in der Sportwagen-Weltmeisterschaft
| Saison | Team                              | Rennwagen      | 1   | 2   | 3   | 4   | 5   | 6   | 7   | 8   | 9   | 10  | 11  | 12  | 13  | 14  | 15  | 16  | 17  | 18  | 19  | 20  | 21  | 22  |
| ------ | --------------------------------- | -------------- | --- | --- | --- | --- | --- | --- | --- | --- | --- | --- | --- | --- | --- | --- | --- | --- | --- | --- | --- | --- | --- | --- |
| 1963   | Hessen Michel Weber               | Porsche 356    | DAY | SEB | SEB | TAR | SPA | MAI | NÜR | CON | ROS | LEM | MON | WIS | TAV | FRE | CCE | RTT | OVI | NÜR | MON | MON | TDF | BRI |
| 1963   | Hessen Michel Weber               | Porsche 356    |     |     |     |     |     |     |     |     | 9   |     |     |     |     | 12  |     |     | DNF |     |     |     | DNF |     |
| 1964   | Michel Weber Scuderia Filipinetti | Porsche 904    | DAY | SEB | TAR | MON | SPA | CON | NÜR | ROS | LEM | REI | FRE | CCE | RTT | SIM | NÜR | MON | TDF | BRI | BRI | PAR |     |     |
| 1964   | Michel Weber Scuderia Filipinetti | Porsche 904    |     |     |     |     |     |     |     | 6   |     |     |     |     |     |     |     |     | DNF |     |     |     |     |     |
| 1965   | Michel Weber                      | Porsche 904    | DAY | SEB | BOL | MON | MON | RTT | TAR | SPA | NÜR | MUG | ROS | LEM | REI | BOZ | FRE | CCE | OVI | NÜR | BRI | BRI |     |     |
| 1965   | Michel Weber                      | Porsche 904    |     |     |     |     |     |     |     |     |     |     | 5   |     |     |     | 4   |     |     |     |     |     |     |     |
| 1966   | Michel Weber                      | Porsche 904    | DAY | SEB | MON | TAR | SPA | NÜR | LEM | MUG | CCE | HOK | SIM | NÜR | ZEL |     |     |     |     |     |     |     |     |     |
| 1966   | Michel Weber                      | Porsche 904    | DNF |     |     |     |     |     |     |     |     |     |     |     |     |     |     |     |     |     |     |     |     |     |
| 1967   | Helmut Krause                     | Abarth 1300 OT | DAY | SEB | MON | SPA | TAR | NÜR | LEM | HOK | MUG | BRH | CCE | ZEL | OVI | NÜR |     |     |     |     |     |     |     |     |
| 1967   | Helmut Krause                     | Abarth 1300 OT |     |     |     |     |     |     |     |     | DNF |     |     |     |     |     |     |     |     |     |     |     |     |     |
| 1972   | ATE Racing                        | Porsche 908    | BUA | DAY | SEB | BRH | MON | SPA | TAR | NÜR | LEM | ZEL | WAT |     |     |     |     |     |     |     |     |     |     |     |
| 1972   | ATE Racing                        | Porsche 908    |     |     |     |     |     | 3   |     |     |     |     |     |     |     |     |     |     |     |     |     |     |     |     |